# Derek Humphry
Derek Humphry (Reino Unido, 29 de abril de 1930 – 2 de janeiro de 2025) foi o autor do controverso livro Final Exit (Saída Final) e o fundador da Hemlock Society.